# 175고지 전투
175고지 전투(Battle of Point 175)는 1941년 11월 29일부터 12월 1일까지 제2차 세계 대전의 서부 사막 전역에서 일어난 전투로 크루세이더 작전의 일부로 진행되었다.